# مشرق‌الاذکار نیلوفر آبی

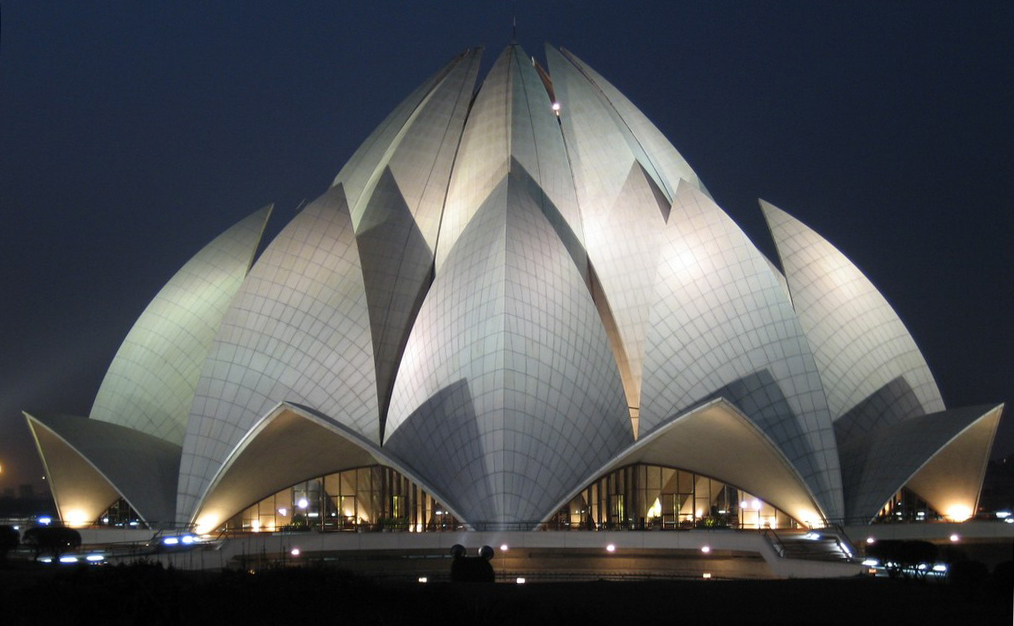
معبد لوتوس

معبد لوتوس یا معبد نیلوفر آبی، یکی از هشت معبد قاره‌ای آیین بهائی است که به آن مشرق‌الاذکار می‌گویند. این معبد در شهر دهلی‌نو پایتخت هند قرار دارد.
معمار این ساختمان یک ایرانی بهائی به نام فریبرز صهبا است که در طرح معماری این بنا از گل نیلوفر آبی الهام گرفته‌است. این گل در هندوستان با عبادت و دیانت پیوند داشته‌است. این معبد که جوایز متعددی در زمینه معماری از آن خود کرده‌است در سال ۱۹۸۶ تکمیل شد.

## ماهیت و کارکرد مشرق‌الاذکار
مشرق الاذکار به معنای محل برآمدن ذکر الهی و یکی از مفاهیم محوری در جامعهٔ بهائی است که بهاءالله تأسیس آن را در کتاب اقدس وضع کرده‌است. مشرق الاذکار از یک ساختمان مرکزی به عنوان محلّی برای دعا و نیایش و تعدادی مؤسسهٔ وابسته تشکیل شده که هدفشان فراهم آوردن امکانات آموزشی، بهداشتی و سایر خدمات برای پیشرفت اجتماعی و اقتصادی جامعه است. بدین ترتیب این مجموعه نمادی از پیوند و ارتباط عبادت و نیایش با خدمت است.
مشرق الاذکار یا معبد بهائی به روی همگان با هر اعتقاد و از هر پیشینه‌ای باز است. در حال حاضر هشت معبد قاره‌ای یا منطقه‌ای بهائی در جهان ساخته شده‌است که در استرالیا، شیلی، آلمان، هندوستان، پاناما، ساموآ، اوگاندا و ایالات متحدهٔ آمریکا قرار دارند.
آئین بهائی فاقد طبقهٔ روحانی است و کشیش یا واعظ ندارد. در معبدهای بهائی هیج موعظه یا مراسم و تشریفات مذهبی برگزار نمی‌شود و تنها دعا و مناجات و کلام الهی از آثار بهائی یا آثار سایر ادیان جهان به صورت ساده یا همراه با موسیقی و لحن خوانده می‌شود.
در حال حاضر تعدادی معبد بهائی محلی و ملی نیز در دست ساخت هستند. نخستین معبدهای بهائی ملی در جمهوری دموکراتیک کنگو و پاپوآ گینهٔ نو تأسیس خواهند شد. نخستین معبد محلی بهائی در سپتامبر ۲۰۱۷ در باتامبانگ، کامبوج افتتاح شد. سایر معابد محلی بهائی در بیهار شریف، هندوستان؛ ماتوندا سوی، کنیا؛ نورته دل کائوچا، کلمبیا؛ و تانا در وانواتو در دست احداث هستند. در بیش از ۱۳۰ کشور زمین‌هایی برای ساخت معابد بهائی در آینده خریداری شده‌است.

## معماری مشرق‌الاذکار هندوستان
این ساختمان شامل ۲۷ گلبرگ است که از بتُن سفید ساخته شده و با سنگ مرمر سفید پوشیده شده این سنگ‌ها از یونان خریداری و در ایتالیا برش داده شده‌اند. هر یک از نُه طرف ساختمان سه گلبرگ دارد و نُه در بزرگ به تالار مرکزی به‌ظرفیّت ۱۳۰۰ نفر باز می‌شود. ارتفاع بنا از کف تا بالای ساختمان ۲۷/۳۴ متر و قطر ساختمان ۷۰ متر است و در زمینی به‌مساحت ۶۴/۱۰ هکتار در نزدیکی کاخ ریاست جمهوری هندوستان قرار دارد.
زمین این معبد در سال ۱۹۵۳ خریداری شده و ساخت آن در سال ۱۹۸۰ شروع و پس از ۶ سال، در ۲۴ دسامبر ۱۹۸۶ به‌اتمام رسید. در طی بیش از ۳۰ سالی که از عمر این بنا می‌گذرد بیش از ۵۰ میلیون نفر از آن بازدید به عمل آورده‌اند و گاه در هنگام تعطیلات مملکتی هند، تعداد بازدیدکنندگان به یکصد هزار نفر در یک روز رسیده‌است.
هندوستان با جمعیتی بین ۱٬۷ تا ۲٬۲ میلیون نفر بهائی بزرگ‌ترین جمعیت پیروان این آیین در جهان به‌شمار می‌آید. در این بنا هر فرد با هر اعتقادی می‌تواند در سکوت به تفکر و مناجات بپردازند. انجام مراسم مذهبی و سخنرانی در سالن اصلی ممنوع است و اغلب مردم هندوستان از هر مذهب و طایفه‌ای آن را محترم می‌شمارند.

## وقایع پیرامون
پس از چاپ تصویر این معبد در یک آگهی روزنامه همشهری در مورخ اول آذر ماه ۱۳۸۸، هیئت نظارت بر مطبوعات تصمیم بر توقیف یک هفته‌ای این روزنامه گرفت که که پس از چند ساعت رفع توقیف شد. در اوایل دهه هشتاد یک گروه هیئت علمی از ایران که برایِ گردش علمی به هندوستان رفته بودند، در گزارش سفر خود به شرح بازید خود از این ساختمانِ زیبا پرداختند، که بعد از چاپِ محدودِ گزارش با شائبه'ی اتهامِ تبلیغِ معبدِ بهاییان توسط مراجع امنیتی فراخوانده می شوند، که بعد از بررسی متوجه می شوند که هیئت ایرانی از ماهیتِ معبدِ لوتوس بی خبر بوده اند و به تشویقِ مترجمِ گروه به آنجا رفته بودند. 